# 弗朗西斯·比利·希利
弗朗西斯·比利·希利爵士KCMG（英語：Sir Francis Billy Hilly；1948年7月20日—2025年3月10日），所罗门群岛政治人物，前任所罗门群岛总理。

## 政治生涯
1976年，希利首次当选立法会议员。1980年，希利连任国民议会议员。1984年，国民议会换届选举，希利落选议员。1993年，希利再次当选国民议会议员，并当选新一任总理。1994年11月，希利因议会通过不信任動議而下台。